# Aphnaeus nilus
Aphnaeus nilus är en fjärilsart som beskrevs av William Chapman Hewitson 1865. Aphnaeus nilus ingår i släktet Aphnaeus och familjen juvelvingar. Inga underarter finns listade i Catalogue of Life.